# 第97回アカデミー賞
第97回アカデミー賞は、映画芸術科学アカデミー（AMPAS）が主催する賞であり、2024年の映画を対象とし、2025年3月2日にカリフォルニア州ロサンゼルス市ハリウッドのドルビー・シアターで授賞式が行われた。コメディ俳優のコナン・オブライエンが初となる授賞式の司会を務めた。
ノミネートは2025年1月23日に発表され、『エミリア・ペレス』が最多の13部門、『ブルータリスト』と『ウィキッド ふたりの魔女』が10部門とつづいた。
『ANORA アノーラ』は作品賞、監督賞、主演女優賞、脚本賞を含む最多5部門を受賞し、その他、『ブルータリスト』が主演男優賞を含む3部門、『デューン 砂の惑星PART2』、『エミリア・ペレス』、『ウィキッド ふたりの魔女』がそれぞれ2部門を受賞した。

## 日程
| 日付    | イベント                    |
| ------- | --------------------------- |
| 1月23日 | 候補発表                    |
| 2月11日 | 最終投票開始                |
| 2月18日 | 最終投票終了                |
| 3月2日  | 第97回アカデミー賞授賞式    |
| 4月29日 | アカデミー科学技術賞 授賞式 |

## 受賞とノミネート
第97回アカデミー賞のノミネートは2025年1月17日に発表予定であった。しかし、2025年1月7日に発生した南カリフォルニアでの山火事に伴い、投票期間を2日延長するため、発表を同月19日に変更となったが、被害の拡大を受けて、同月23日に再延期した。
第97回アカデミー賞のノミネートは2025年1月23日5時30分PST（13時30分UTC、22時30分JST）にサミュエル・ゴールドウィン・シアターにてレイチェル・セノットとボーウェン・ヤンが発表した。
最多13部門でノミネートした『エミリア・ペレス』は『グリーン・デスティニー』と『ROMA/ローマ』の10部門を上回り、非英語圏の映画としては最多のアカデミー賞ノミネート記録を更新した。また、本作での演技により、スペイン人女優のカルラ・ソフィア・ガスコンは演技部門でノミネートされた初のオープンリー・トランスジェンダーとなった。『エミリア・ペレス』と『アイム・スティル・ヒア』は作品賞と国際長編映画賞の両方にノミネートされた非英語圏の作品であり、同じ年に両部門でノミネートされた作品が複数現れたのはこれが初めてである。『アイム・スティル・ヒア』はポルトガル語映画として初の作品賞ノミネートとなり、国際長編映画賞を受賞したことでブラジル映画としては初となるアカデミー賞受賞作品となった。
監督賞では『サブスタンス』のコラリー・ファルジャが監督賞にノミネートされた9人目の女性となり、監督賞にノミネートされた監督は全員いずれも初ノミネートであり、全く新しい顔ぶれが監督賞を競い合うのは1998年以来であった。
主演男優賞では『名もなき者/A COMPLETE UNKNOWN』のティモシー・シャラメがジェームズ・ディーン以来となる20代で2度目の主演男優賞ノミネート俳優となった。また、受賞した『ブルータリスト』のエイドリアン・ブロディは第75回の『戦場のピアニスト』以来22年ぶりの受賞となった。

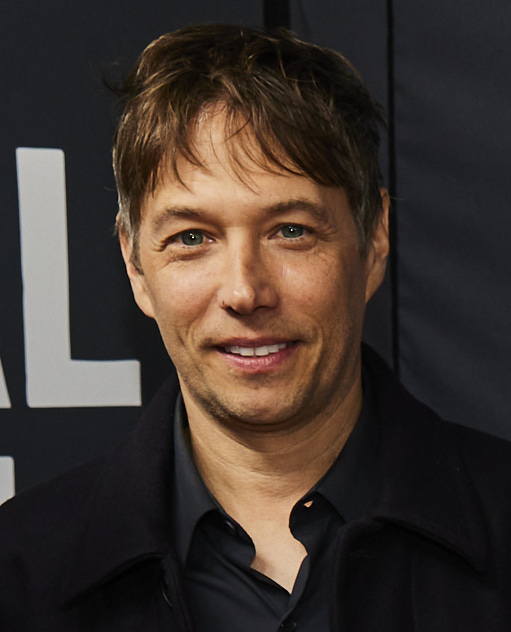
ショーン・ベイカー
作品賞・監督賞・脚本賞・編集賞 受賞者

エイドリアン・ブロディ
主演男優賞受賞者

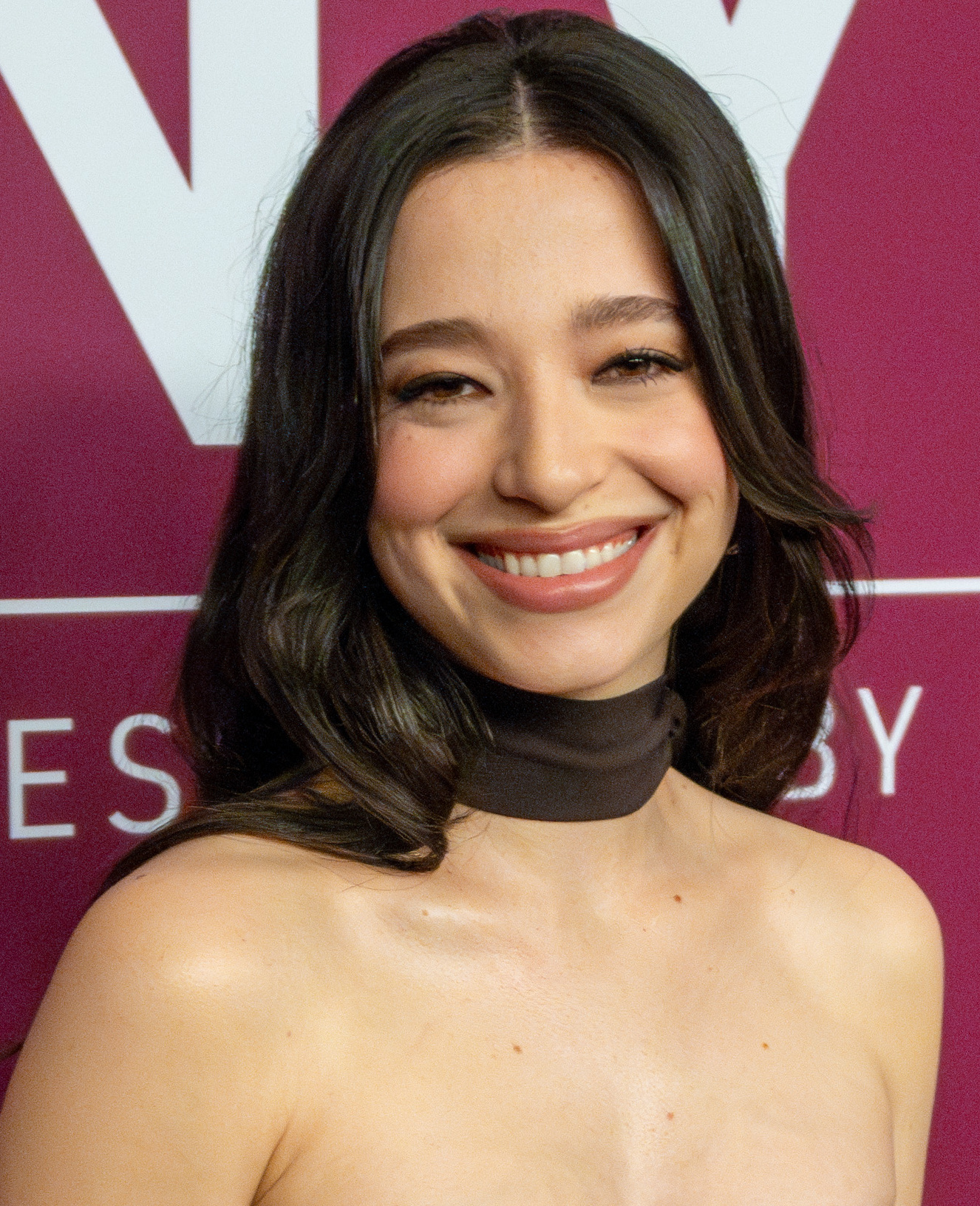
マイキー・マディソン
主演女優賞受賞者

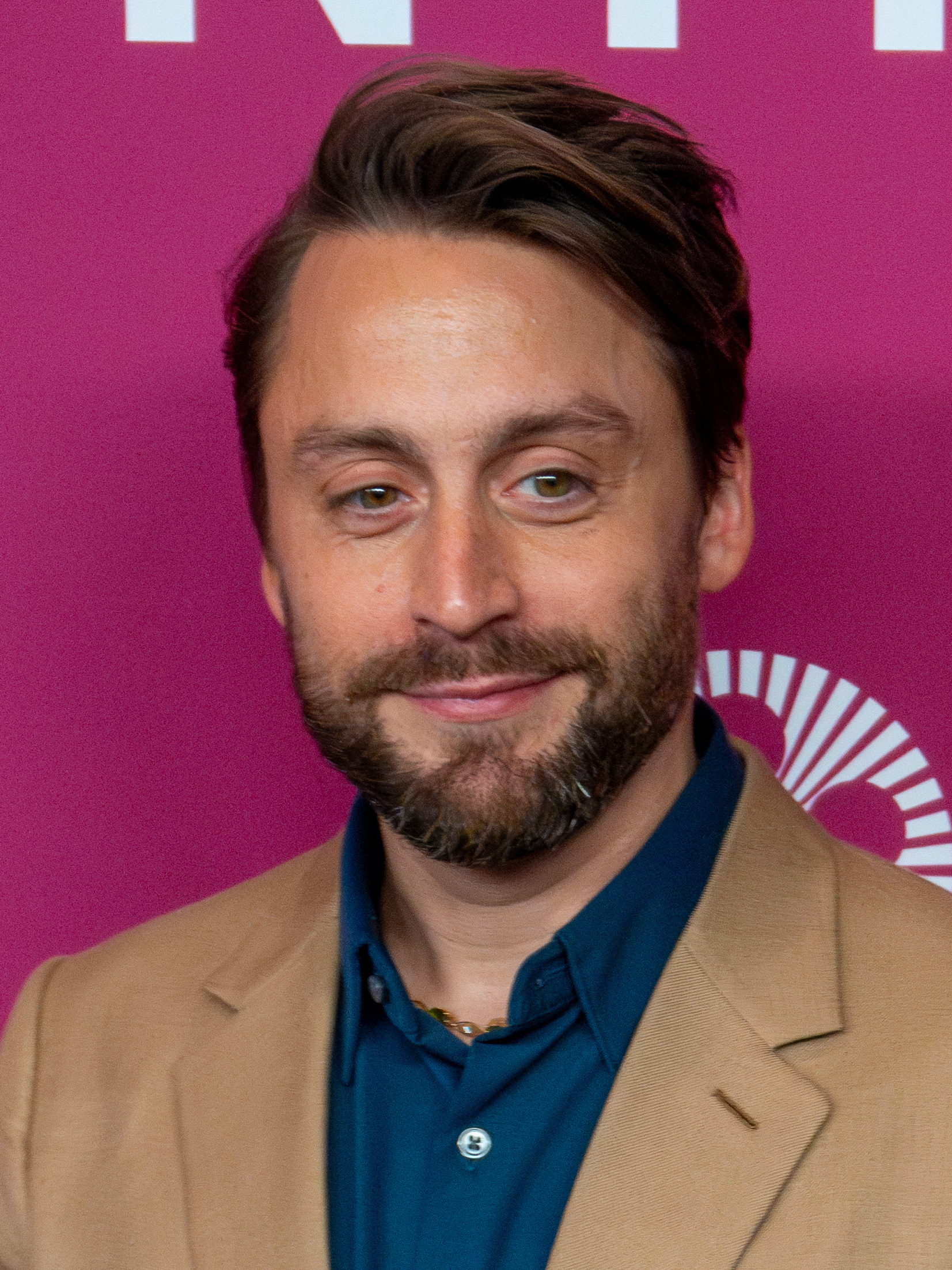
キーラン・カルキン
助演男優賞受賞者

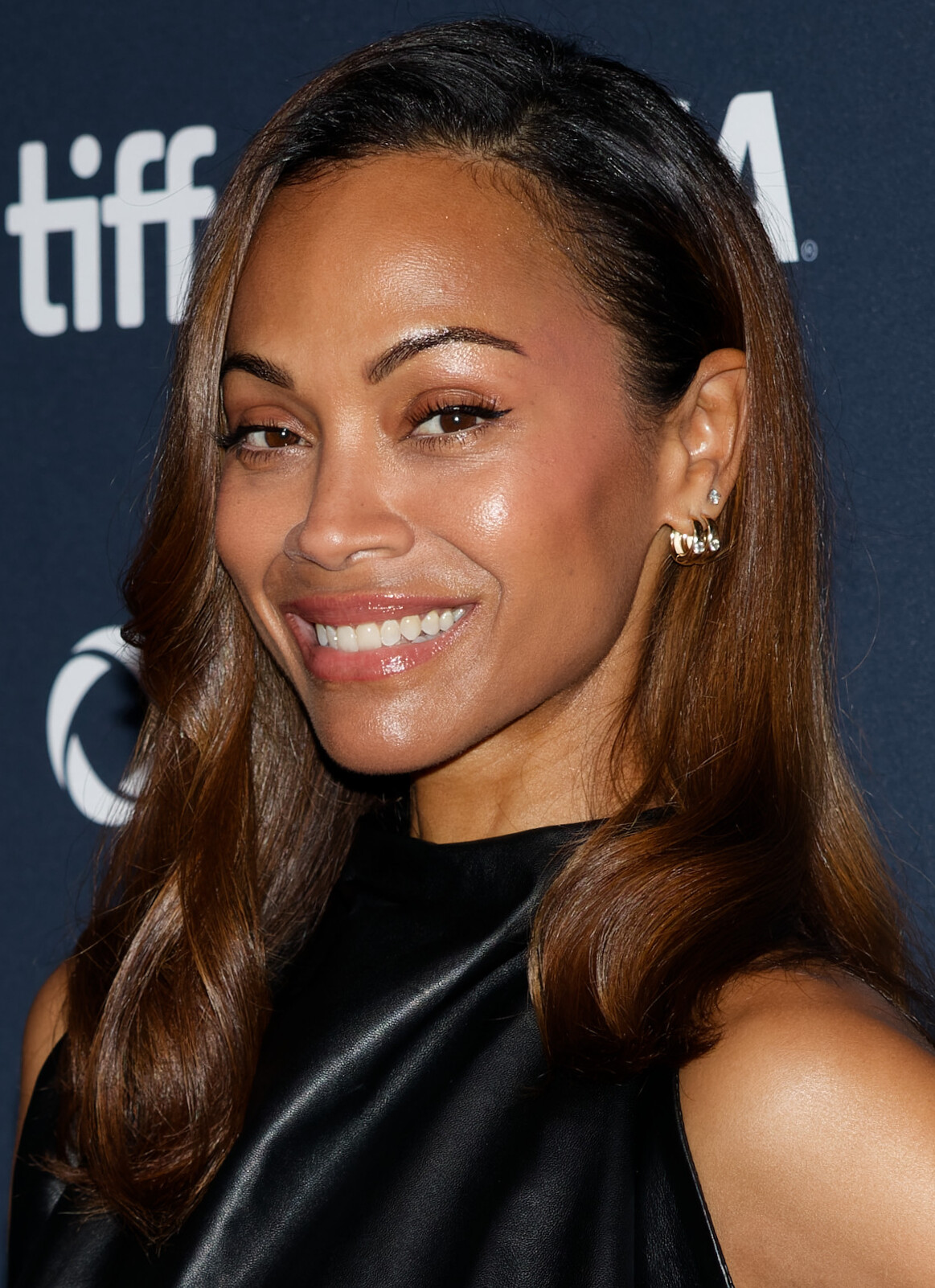
ゾーイ・サルダナ
助演女優賞受賞者

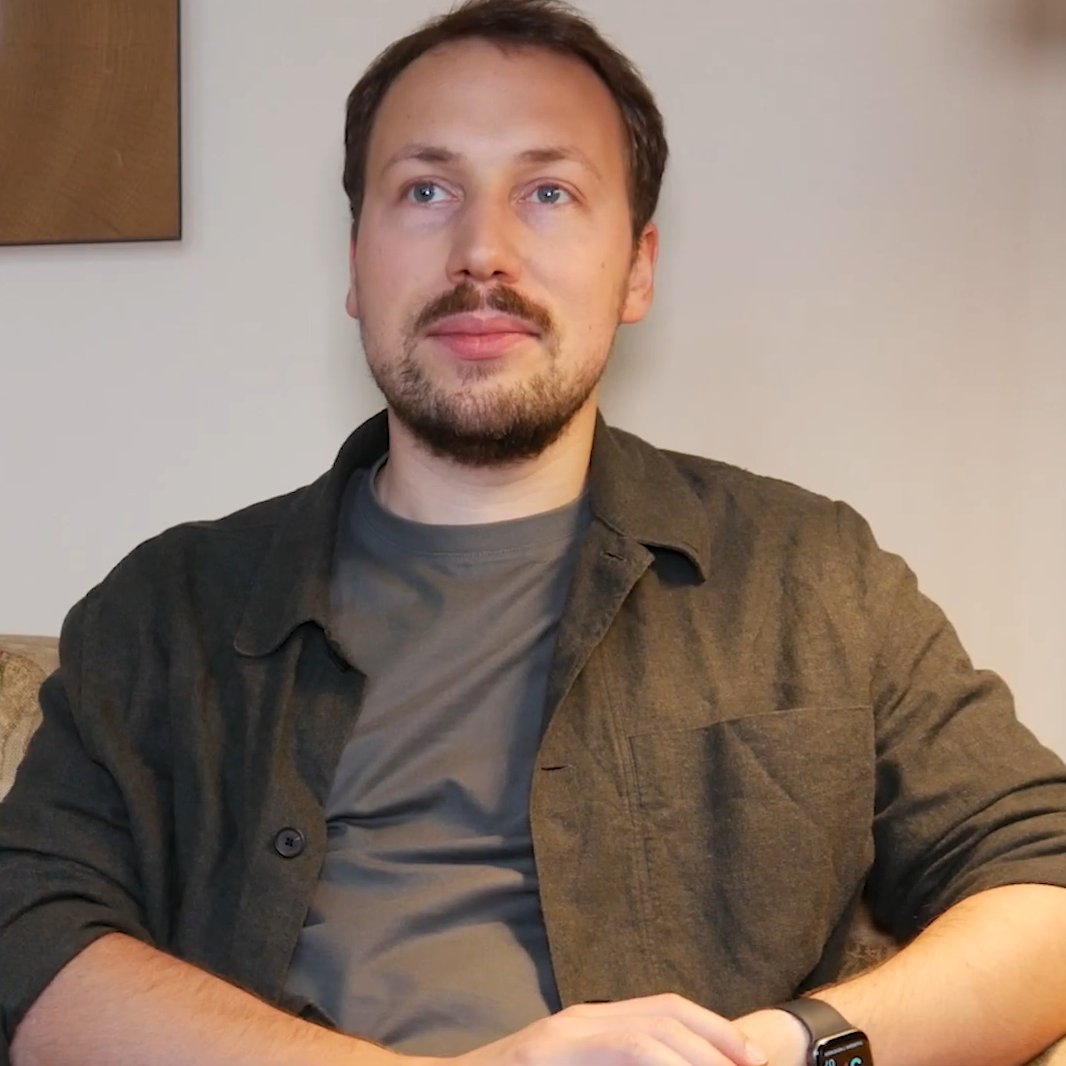
ギンツ・ジルバロディス
長編アニメ映画賞受賞者

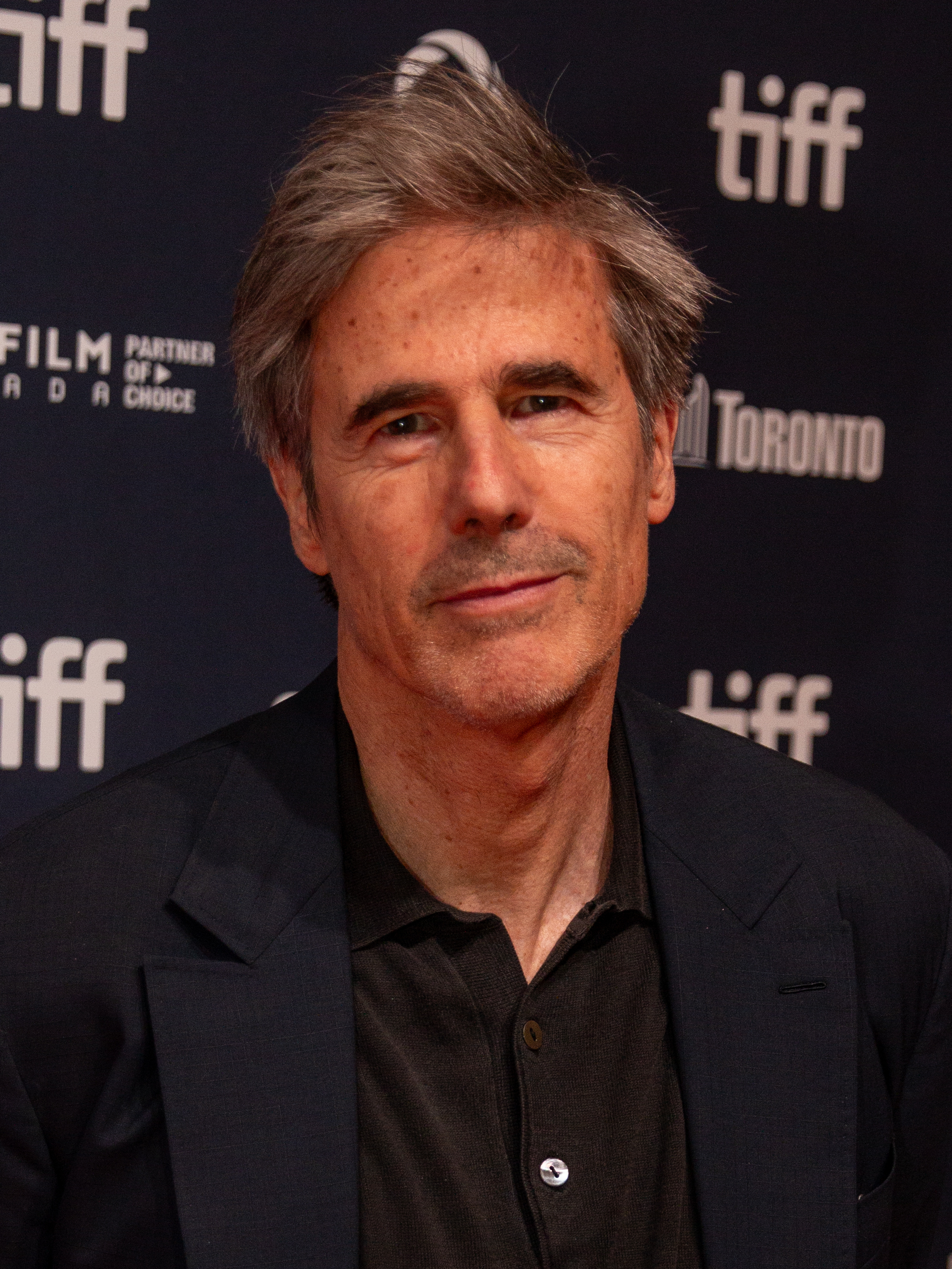
ウォルター・サレス
国際長編映画賞受賞者

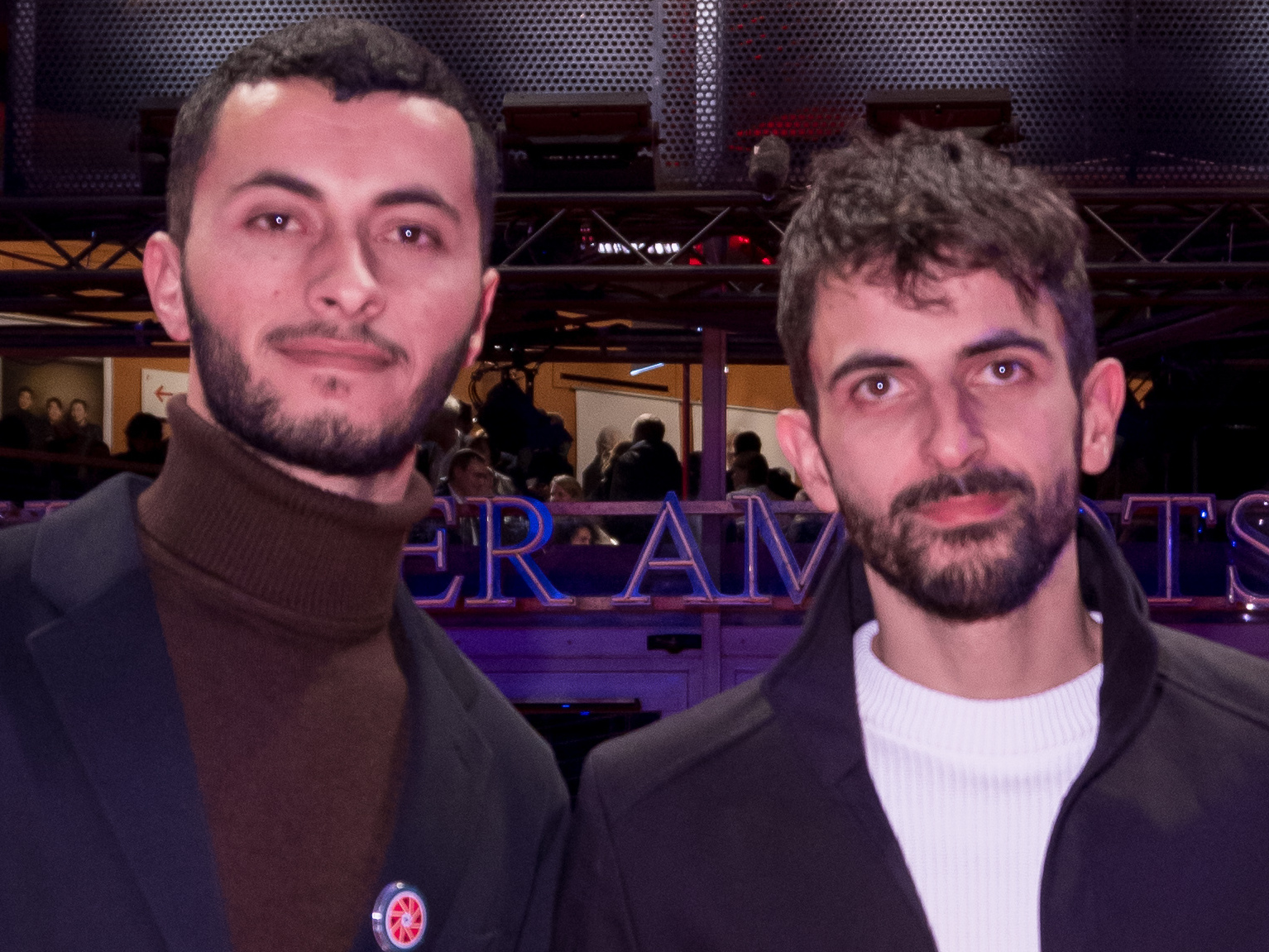
バセル・アドラ、ユヴァル・アブラハム
長編ドキュメンタリー映画賞受賞者

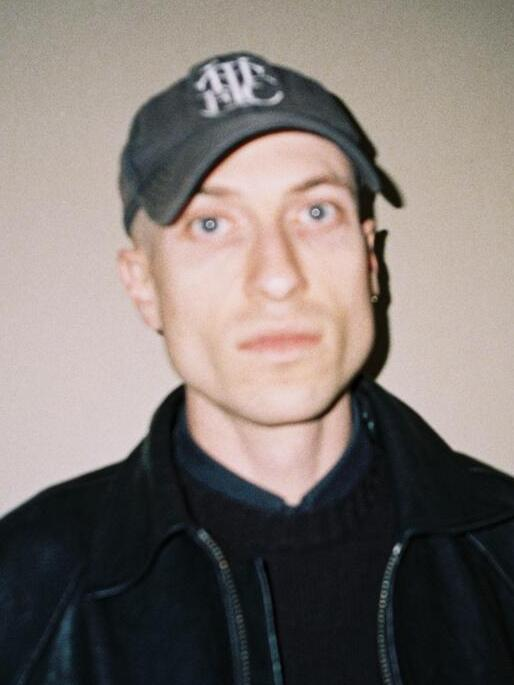
ダニエル・ブランバーグ
作曲賞受賞者

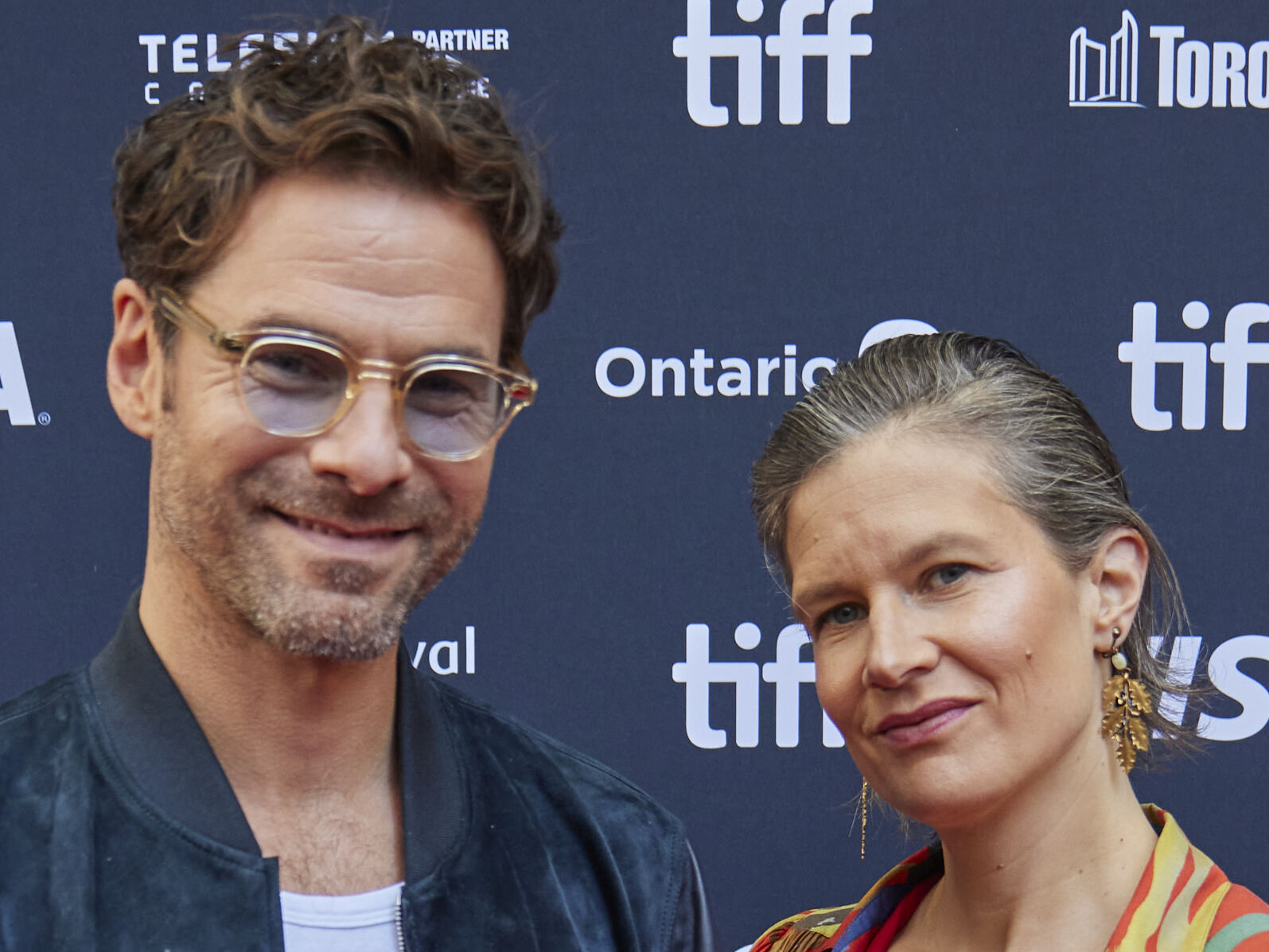
クレマン・デュコル、カミーユ
歌曲賞受賞者

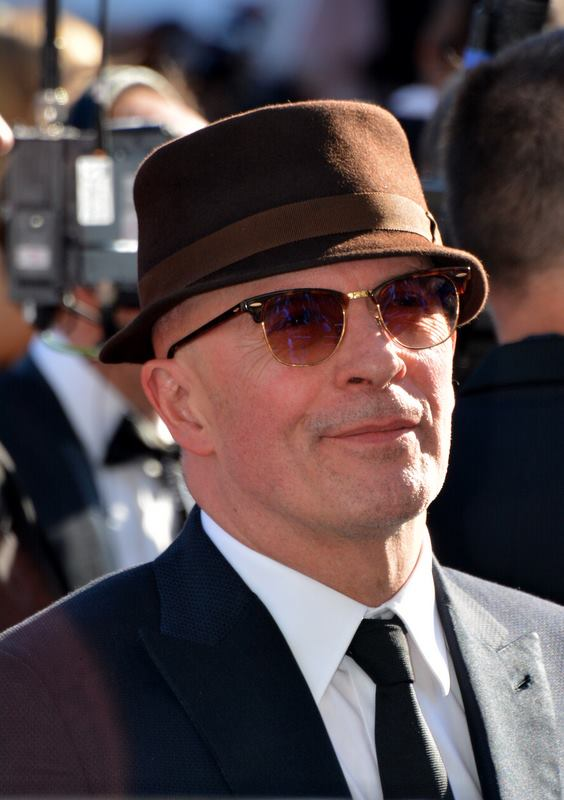
ジャック・オーディアール
歌曲賞受賞者

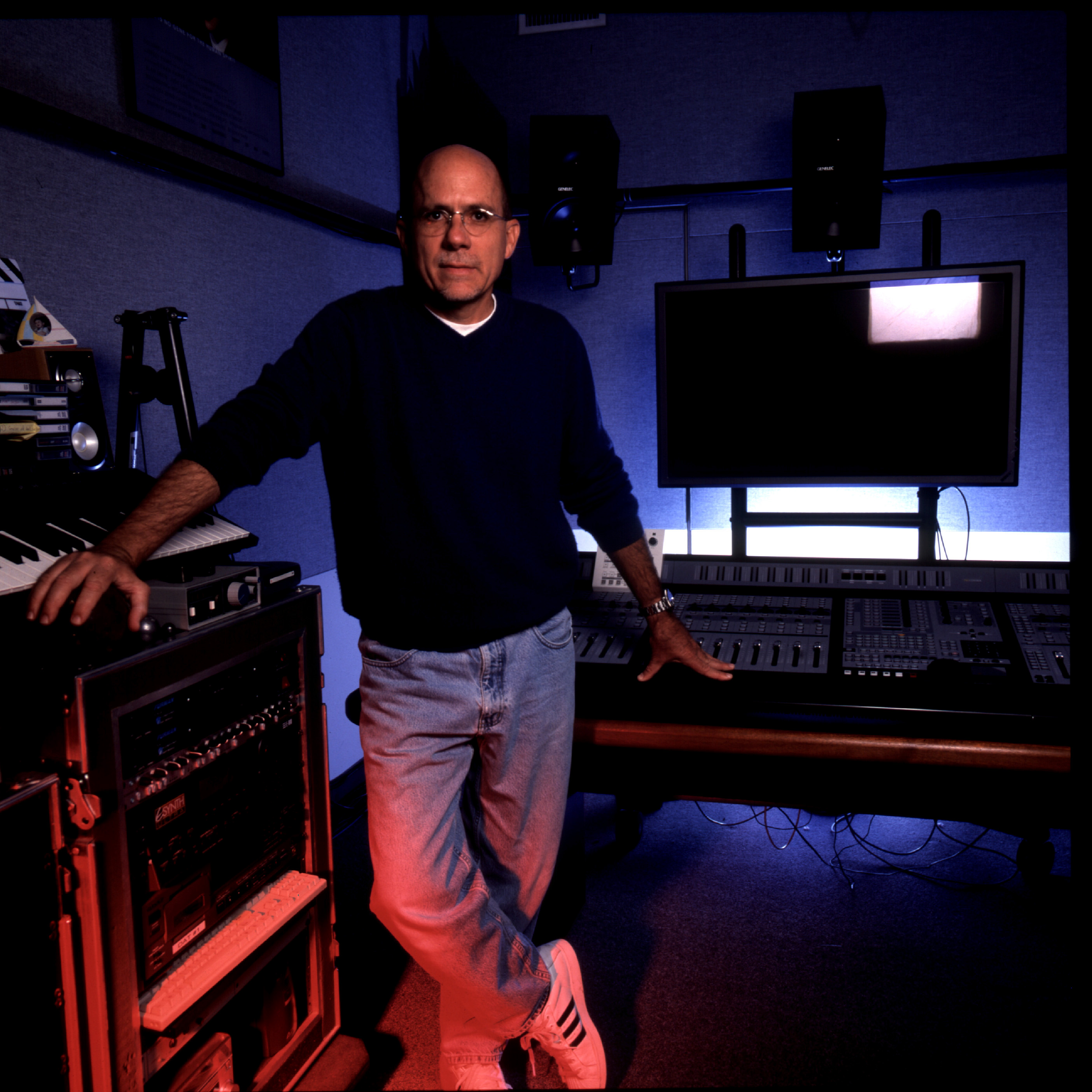
リチャード・キング
音響賞受賞者

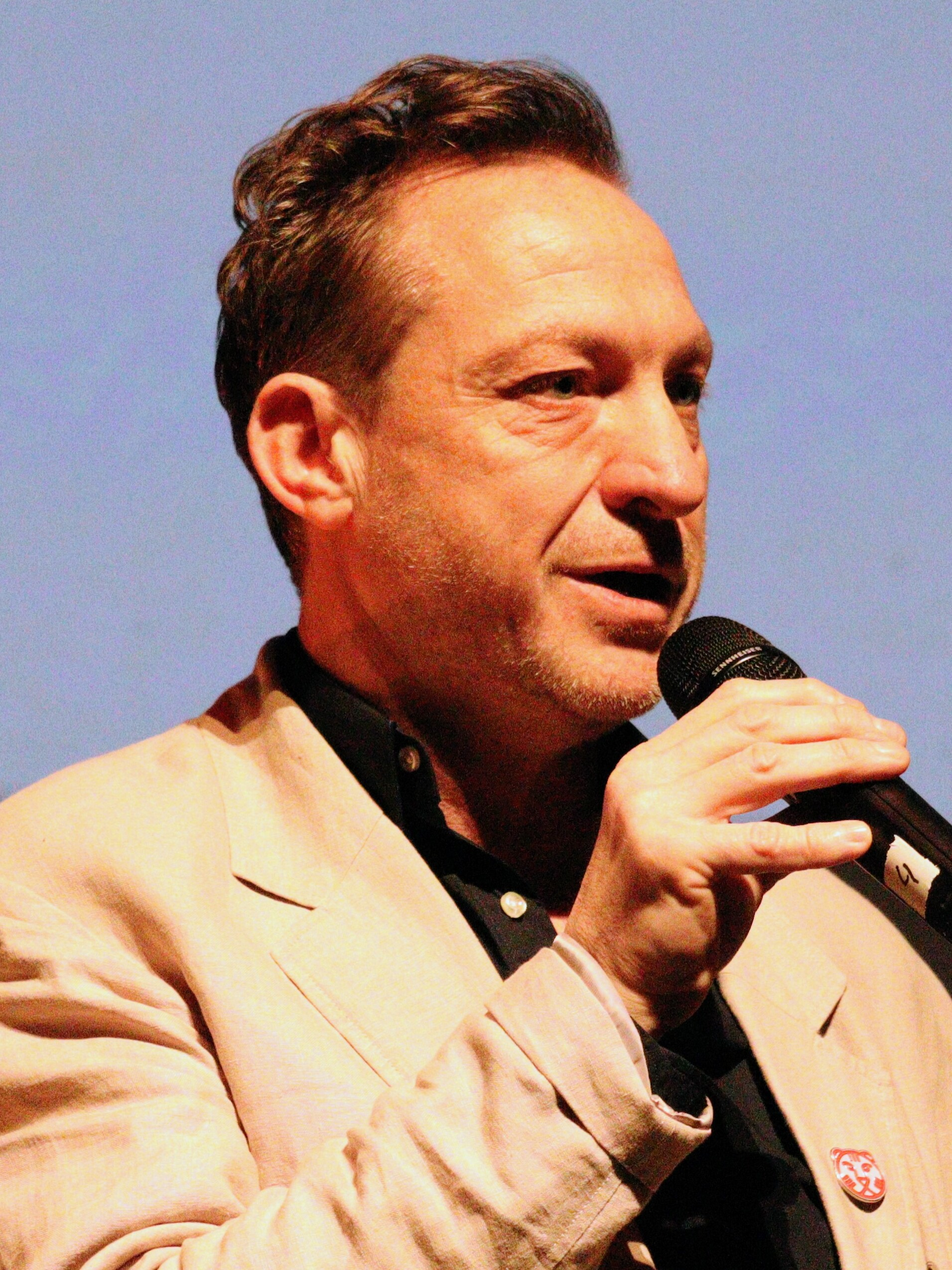
ロル・クローリー
撮影賞受賞者

主演女優賞では『アイム・スティル・ヒア』のフェルナンダ・トーレスが主演女優賞にノミネートされた2人目のブラジル人となった。また、受賞した『ANORA アノーラ』のマイキー・マディソンが演技部門で受賞した初のZ世代俳優となった。
助演男優賞では『ANORA アノーラ』のユーリー・ボリソフは1978年にミハイル・バリシニコフが『愛と喝采の日々』でノミネートされて以来となるロシア人俳優となった。
助演女優賞では受賞した『エミリア・ペレス』のゾーイ・サルダナがドミニカ出身のアメリカ人として初めてアカデミー賞を受賞した。
ギンツ・ジルバロディス監督のアニメーション映画『Flow』は長編アニメ映画賞と国際長編映画賞の2部門にノミネートされ、複数のノミネートを獲得した初のラトビア映画となり、長編アニメ映画賞と国際長編映画賞の2部門にノミネートされたのは第94回の『FLEE フリー』に次いで2作目であった。『Flow』は長編アニメ映画賞を受賞したことにより、部門としては初のインディペンデントアニメ映画の受賞となり、監督のギンツ・ジルバロディスと共同プロデューサーのマティス・カジャはアカデミー賞を受賞した初のラトビア人となった。また、ディズニー/ピクサー以外の作品が3年連続で同部門を受賞したのも初めてのことである。アダム・エリオットのストップモーションアニメ映画『かたつむりのメモワール』は同じくストップモーションアニメ映画である第86回の『アノマリサ』に次いで2作目のR指定アニメ映画としてノミネートされた。
長編ドキュメンタリー映画賞を受賞した『ノー・アザー・ランド 故郷は他にない』はアカデミー賞を受賞した初のパレスチナ映画となり、共同監督のバセル・アドラは初のパレスチナ人映画監督となった。
『エミリア・ペレス』のジャック・オーディアールと『ANORA アノーラ』のショーン・ベイカーはともに4部門でノミネートされ、4部門すべてを受賞したショーン・ベイカーはウォルト・ディズニーと並んで同一人物による同一年のアカデミー賞最多受賞記録となり、同一作品での4部門受賞を果たした唯一の人物となった。また、1978年以来主演女優賞にノミネートされた作品がすべて作品賞にもノミネートされた。音響技師のアンディ・ネルソンは『ウィキッド ふたりの魔女』で25度目のノミネートとなり、存命中の人物ではジョン・ウィリアムズの54ノミネートに次ぐ最多ノミネート数を誇る。
日本からは短編ドキュメンタリー映画賞に山崎エマ監督によるドキュメンタリー映画『小学校～それは小さな社会～』から生まれた短編版『Instruments of a Beating Heart 心はずむ 楽器たち』、長編ドキュメンタリー映画賞に伊藤詩織監督が自身の性的暴行被害への調査に乗り出していく姿を記録したドキュメンタリー『ブラック・ボックス・ダイアリーズ』、短編アニメ映画賞に韓国の絵本作家ペク・ヒナによる「あめだま」と「ぼくは犬や」を基にした西尾大介監督によるフルCG短編アニメ『あめだま』の3作品がノミネートされた。
受賞者は各項目最上段に太字でダブルダガー () 付きのものである。
| 作品賞 - 『ANORA アノーラ』 - アレックス・ココ、サマンサ・クァン、ショーン・ベイカー - 『ブルータリスト』 - ニック・ゴードン、ブライアン・ヤング、アンドリュー・モリソン、D.J.グーゲンハイム、ブラディ・コーベット - 『名もなき者/A COMPLETE UNKNOWN』 - フレッド・バーガー、ジェームズ・マンゴールド、アレックス・ハイネマン - 『教皇選挙』 - テッサ・ロス、ジュリエット・ハウウェル、マイケル・A・ジャックマン - 『デューン 砂の惑星PART2』 - メアリー・ペアレント、ケイル・ボイダー、タニヤ・ラポイント、ドゥニ・ヴィルヌーヴ - 『エミリア・ペレス』 - パスカル・コシュトゥー、ジャック・オーディアール - 『アイム・スティル・ヒア』 - マリア・カーロータ・ブルーノ、ロドリゴ・テイシェイラ - 『ニッケル・ボーイズ』 - デデ・ガードナー、ジェレミー・クライナー、ジョスリン・バーンズ - 『サブスタンス』 - コラリー・ファルジャ、ティム・ビーヴァン、エリック・フェルナー - 『ウィキッド ふたりの魔女』 - マーク・E・プラット | 監督賞 - ショーン・ベイカー - 『ANORA アノーラ』 - ブラディ・コーベット - 『ブルータリスト』 - ジェームズ・マンゴールド - 『名もなき者/A COMPLETE UNKNOWN』 - ジャック・オーディアール - 『エミリア・ペレス』 - コラリー・ファルジャ - 『サブスタンス』 |
| 主演男優賞 - エイドリアン・ブロディ - 『ブルータリスト』 : ラースロー・トート役 - ティモシー・シャラメ - 『名もなき者/A COMPLETE UNKNOWN』 : ボブ・ディラン役 - コールマン・ドミンゴ - 『シンシン/SING SING』 : ジョン・“ディヴァインG”・ウィットフィールド役 - レイフ・ファインズ - 『教皇選挙』 : トマス・ローレンス枢機卿役 - セバスチャン・スタン - 『アプレンティス:ドナルド・トランプの創り方』 : ドナルド・トランプ役 | 主演女優賞 - マイキー・マディソン - 『ANORA アノーラ』 : アノーラ・“アニー”・ミケーヴァ役 - シンシア・エリヴォ - 『ウィキッド ふたりの魔女』 : エルファバ・スロップ役 - カルラ・ソフィア・ガスコン - 『エミリア・ペレス』 : エミリア・ペレス / フアン・“マニタス”・デル・モンテ役 - デミ・ムーア - 『サブスタンス』 : エリザベス・スパークル役 - フェルナンダ・トーレス - 『アイム・スティル・ヒア』 : ユーニス・パイバ役 |
| 助演男優賞 - キーラン・カルキン - 『リアル・ペイン〜心の旅〜』 : ベンジー・カプラン役 - ユーリー・ボリソフ - 『ANORA アノーラ』 : イゴール役 - エドワード・ノートン - 『名もなき者/A COMPLETE UNKNOWN』 : ピート・シーガー役 - ガイ・ピアース - 『ブルータリスト』 : ハリソン・リー・ヴァン・ビューレン・シニア役 - ジェレミー・ストロング - 『アプレンティス:ドナルド・トランプの創り方』 : ロイ・コーン役 | 助演女優賞 - ゾーイ・サルダナ - 『エミリア・ペレス』 : リタ・モラ・カストロ役 - モニカ・バルバロ - 『名もなき者/A COMPLETE UNKNOWN』 : ジョーン・バエズ役 - アリアナ・グランデ - 『ウィキッド ふたりの魔女』 : ガリンダ・グリンダ・アップランド役 - フェリシティ・ジョーンズ - 『ブルータリスト』 : エルジェーベト・トート役 - イザベラ・ロッセリーニ - 『教皇選挙』 : シスター・アグネス役 |
| 脚本賞 - 『ANORA アノーラ』 - ショーン・ベイカー - 『ブルータリスト』 - ブラディ・コーベット、モナ・ファストヴォルド - 『リアル・ペイン〜心の旅〜』 - ジェシー・アイゼンバーグ - 『セプテンバー5』 - モリッツ・バインダー、ティム・フェールバウム、共同脚本: アレックス・デイヴィッド - 『サブスタンス』 - コラリー・ファルジャ | 脚色賞 - 『教皇選挙』 - ピーター・ストローハン : ロバート・ハリスの小説『Conclave』より - 『名もなき者/A COMPLETE UNKNOWN』 - ジェームズ・マンゴールド、ジェイ・コックス : イライジャ・ワルドの書籍『ボブ・ディラン 裏切りの夏』より - 『エミリア・ペレス』 - ジャック・オーディアール、協力: トーマス・ビデガン、レア・ミシウス、ニコラ・リヴェッキ : ジャック・オーディアールのオペラ台本『エミリア・ペレス』より - 『ニッケル・ボーイズ』 - ラメル・ロス、ジョスリン・バーンズ : コルソン・ホワイトヘッドの小説『ニッケル・ボーイズ』より - 『シンシン/SING SING』 - 脚本: グレッグ・クウェダー、クリント・ベントリー、脚色: グレッグ・クウェダー、クリント・ベントリー、クラレンス・マクリン、ジョン・"ディヴァインG"・ウィットフィールド : ジョン・H・リチャードソンの書籍『The Sing Sing Follies』より |
| 長編アニメ映画賞 - 『Flow』 - ギンツ・ジルバロディス、マティス・カジャ、ロン・ダイアンス、グレゴリー・ザルツマン - 『インサイド・ヘッド2』 - ケルシー・マン、マーク・ニールセン - 『かたつむりのメモワール』 - アダム・エリオット、リズ・カーニー - 『ウォレスとグルミット 仕返しなんてコワくない!』 - ニック・パーク、マーリン・クロシンガム、リチャード・ベーク - 『野生の島のロズ』 - クリス・サンダース、ジェフ・ヘルマン | 国際長編映画賞 - 『アイム・スティル・ヒア』 ( ブラジル)、ポルトガル語 - ウォルター・サレス監督 - 『エミリア・ペレス』 ( フランス)、スペイン語 - ジャック・オーディアール監督 - 『Flow』 ( ラトビア) - ギンツ・ジルバロディス監督 - 『ガール・ウィズ・ニードル』 ( デンマーク)、デンマーク語 - マグヌス・フォン・ホーン監督 - 『聖なるイチジクの種』 ( ドイツ)、ペルシャ語 - モハマド・ラスロフ監督 |
| 長編ドキュメンタリー映画賞 - 『ノー・アザー・ランド 故郷は他にない』 - バセル・アドラ、ラヘル・ショール、ハムダーン・バラール、ユヴァル・アブラハム - 『Black Box Diaries』 - 伊藤詩織、エリック・ニアリ、ハンナ・アクヴィリン - 『Porcelain War』 - ブレンダン・ベロモ、スラヴァ・レオンティエフ、アニエラ・シドースカ、ポーラ・デュプレ・ペスメン - 『Soundtrack to a Coup d'Etat』 - ヨハン・グリモンプレス、ダーン・ミリアス、レミ・グレルティ - 『SUGARCANE/シュガーケイン』 - ジュリアン・ブレイヴ・ノイズキャット、エミリー・キャシー、ケレン・クイン | 短編ドキュメンタリー映画賞 - 『ザ・レディ・イン・オーケストラ: NYフィルを変えた風』 - モリー・オブライエン、リサ・レミントン - 『Death by Numbers』 - キム・A・スナイダー、ジャニク・L・ロビヤール - 『I Am Ready, Warden』 - スムリティ・ムンドゥラ、マヤ・ニップ - 『Incident』 - ビル・モリソン、ジェイミー・カルヴェン - 『Instruments of a Beating Heart 心はずむ 楽器たち』 - 山崎エマ、エリック・ニアリ |
| 短編映画賞 - 『私は人間』 - ビクトリア・ヴァーメルダム、Trent - 『A Lien』 - サム・カトラー・クロイツ、デイビット・カトラー・クロイツ - 『アヌジャ』 - アダム・J・グレイブス、スチトラ・マタイ - 『The Last Ranger』 - シンディ・リー、ダーウィン・ショウ - 『The Man Who Could Not Remain Silent』 - ネボイシャ・スリジェプチェビッチ、ダニェル・ペク | 短編アニメ映画賞 - 『イトスギの影の中で』 - シリン・ソハニ、ホセイン・モラエミ - 『美しき男たち』 - ニコラス・ケペンス、ブレヒト・ヴァン・エルスランデ - 『あめだま』 - 西尾大介、鷲尾天 - 『フシギなフラつき』 - ニナ・ガンツ、スティーネット・ボスクロッパー - 『Yuck!』 - ロイック・エスプーシュ、ジュリエット・マルケ |
| 撮影賞 - 『ブルータリスト』 - ロル・クローリー - 『デューン 砂の惑星PART2』 - グリーグ・フレイザー - 『エミリア・ペレス』 - ポール・ギローム - 『Maria』 - エドワード・ラックマン - 『ノスフェラトゥ』 - ジェアリン・ブラシュケ | 編集賞 - 『ANORA アノーラ』 - ショーン・ベイカー - 『ブルータリスト』 - ダーヴィド・ヤンチョー - 『教皇選挙』 - ニック・エマーソン - 『エミリア・ペレス』 - ジュリエット・ウェルフラン - 『ウィキッド ふたりの魔女』 - マイロン・カースタイン |
| 衣装デザイン賞 - 『ウィキッド ふたりの魔女』 - ポール・タゼウェル - 『名もなき者/A COMPLETE UNKNOWN』 - アリアンヌ・フィリップス - 『教皇選挙』 - リジー・クリストル - 『グラディエーターII 英雄を呼ぶ声』 - ジャンティ・イェーツ、デイヴ・クロスマン - 『ノスフェラトゥ』 - リンダ・ミューア | 美術賞 - 『ウィキッド ふたりの魔女』 - プロダクション・デザイン: ネイサン・クロウリー、セット・デコレーション: リー・サンデルズ - 『ブルータリスト』 - プロダクション・デザイン: ジュディ・ベッカー、セット・デコレーション: パトリシア・クッチャ - 『教皇選挙』 - プロダクション・デザイン: スージー・デイヴィス、セット・デコレーション: シンシア・スレイター - 『デューン 砂の惑星PART2』 - プロダクション・デザイン: パトリス・ヴァーメット、セット・デコレーション: シェーン・ヴィア - 『ノスフェラトゥ』 - プロダクション・デザイン: クレイグ・ラスロップ、セット・デコレーション: ベアトリス・ブレントナー |
| メイクアップ&ヘアスタイリング賞 - 『サブスタンス』 - ピエール・オリヴィエ・ペルシン、ステファニー・ギヨン、マリリン・スカーセッリ - 『顔を捨てた男』 - マイク・マリーノ、デヴィッド・プレスト、クリスタル・ジュラード - 『エミリア・ペレス』 - ジュリア・フロック・カルボネル、エマニュエル・ジャンヴィエ、ジャン＝クリストフ・スパダッチーニ - 『ノスフェラトゥ』 - デービッド・ホワイト、トレイシー・ローダー、スザンヌ・ストークス・マントン - 『ウィキッド ふたりの魔女』 - フランシス・ハノン、ローラ・ブラント、サラ・ナス | 音響賞 - 『デューン 砂の惑星PART2』 - ガレス・ジョン、リチャード・キング、ロン・バートレット、ダグ・ヘムフィル - 『名もなき者/A COMPLETE UNKNOWN』 - トッド・A・メイトランド、ドナルド・シルヴェスター、テッド・カプラン、ポール・マッセイ、デヴィッド・ジャンマルコ - 『エミリア・ペレス』 - エルワン・ケルザネット、アイメリック・デヴォルデール、マクサンス・デュッセール、シリル・オルツ、ニエル・バルレッタ - 『ウィキッド ふたりの魔女』 - サイモン・ヘイズ、ナンシー・ニュージェント・タイトル、ジャック・ドルマン、アンディ・ネルソン、ジョン・マークイス - 『野生の島のロズ』 - ランディ・トム、ブライアン・チャムニー、ゲイリー・リッツオ、レフ・レファーズ |
| 作曲賞 - 『ブルータリスト』 - ダニエル・ブランバーグ - 『教皇選挙』 - フォルカー・ベルテルマン - 『エミリア・ペレス』 - クレマン・デュコル、カミーユ - 『ウィキッド ふたりの魔女』 - ジョン・パウエル、スティーヴン・シュワルツ - 『野生の島のロズ』 - クリス・バワーズ | 歌曲賞 - 「El Mal」 - 『エミリア・ペレス』 - 作詞: クレマン・デュコル、カミーユ、ジャック・オーディアール、作曲: クレマン・デュコル、カミーユ - 「The Journey」 - 『6888郵便大隊』 - 作詞・作曲: ダイアン・ウォーレン - 「Like a Bird」 - 『シンシン/SING SING』 - 作詞・作曲: アブラハム・アレクサンダー、エイドリアン・ケサーダ - 「Mi Camino」 - 『エミリア・ペレス』 - 作詞・作曲: クレマン・デュコル、カミーユ - 「Never Too Late」 - 『エルトン・ジョン:Never Too Late』 - 作詞・作曲: エルトン・ジョン、ブランディ・カーライル、アンドリュー・ワット、バーニー・トーピン |
| 視覚効果賞 - 『デューン 砂の惑星PART2』 - ポール・ランバート、スティーヴン・ジェームズ、リース・サルクーム、ゲルト・ネフツァー - 『エイリアン:ロムルス』 - エリック・バーバ、ネルソン・セプルヴェダ＝ファウザー、ダニエル・マカリン、シェイン・マハン - 『BETTER MAN/ベター・マン』 - ルーク・ミラー、デヴィッド・クレイトン、キース・ハーフト、 - 『猿の惑星/キングダム』 - エリック・ウィンクイスト、ステファン・ウンテルフランツ、ポール・ストーリー、ロドニー・バーク - 『ウィキッド ふたりの魔女』 - パブロ・ヘルマン、ジョナサン・フォークナー、デヴィッド・シャーク、ポール・コーボールド | |

### 複数の部門での受賞・ノミネート作品
| ノミネート数 | 作品                                          |
| ------------ | --------------------------------------------- |
| 13           | 『エミリア・ペレス』                          |
| 10           | 『ブルータリスト』                            |
| 10           | 『ウィキッド ふたりの魔女』                   |
| 8            | 『名もなき者/A COMPLETE UNKNOWN』             |
| 8            | 『教皇選挙』                                  |
| 6            | 『ANORA アノーラ』                            |
| 5            | 『デューン 砂の惑星PART2』                    |
| 5            | 『サブスタンス』                              |
| 4            | 『ノスフェラトゥ』                            |
| 3            | 『アイム・スティル・ヒア』                    |
| 3            | 『シンシン/SING SING』                        |
| 3            | 『野生の島のロズ』                            |
| 2            | 『アプレンティス:ドナルド・トランプの創り方』 |
| 2            | 『Flow』                                      |
| 2            | 『ニッケル・ボーイズ』                        |
| 2            | 『リアル・ペイン〜心の旅〜』                  |

| 受賞数 | 作品                        |
| ------ | --------------------------- |
| 5      | 『ANORA アノーラ』          |
| 3      | 『ブルータリスト』          |
| 2      | 『デューン 砂の惑星PART2』  |
| 2      | 『エミリア・ペレス』        |
| 2      | 『ウィキッド ふたりの魔女』 |

## ガヴァナーズ賞
映画芸術科学アカデミーは2024年11月17日、第15回ガヴァナーズ賞授賞式が行われ、以下の賞が授与された。
アカデミー名誉賞
- クインシー・ジョーンズ - "70年にわたる輝かしい音楽キャリアを持つ著名人"[53] (没後受賞)
- ジュリエット・テイラー（英語版） - "映画史に残る名キャストを数多く輩出したキャスティング・ディレクター"[53]

アービング・G・タルバーグ賞
- バーバラ・ブロッコリ、マイケル・G・ウィルソン - "演劇業界への貢献"として[53]

ジーン・ハーショルト友愛賞
- リチャード・カーティス - "慈善活動に多大な貢献をしている素晴らしい喜劇的ストーリーテラー"[53]

## 授賞式

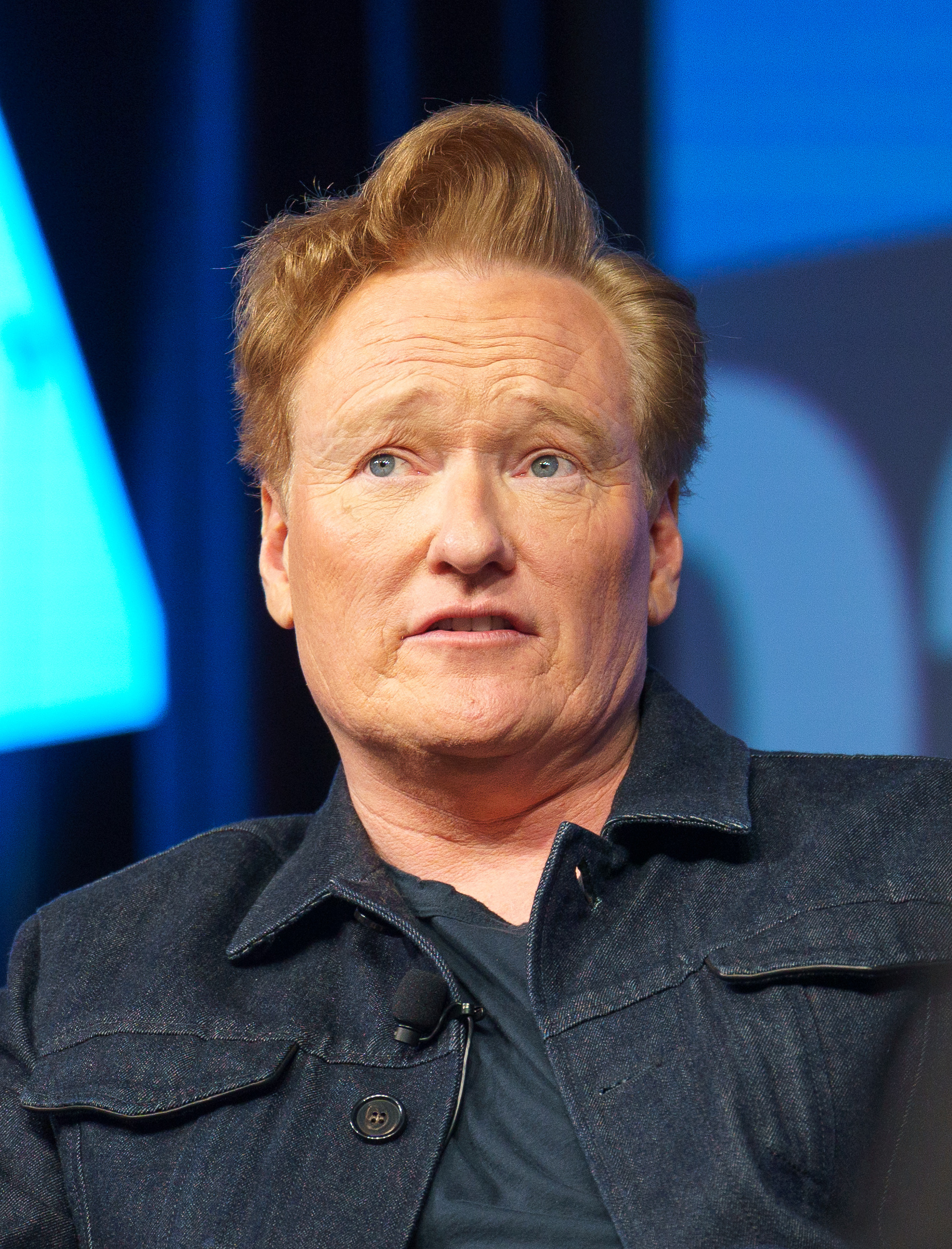
授賞式の司会を務めるコナン・オブライエン

2024年10月、映画芸術科学アカデミー (AMPAS)はテレビプロデューサーのラージ・カプールとケイティー・モーランを2年連続で起用し、監督としてハミッシュ・ハミルトンが2年連続、通算5回目の演出することを明らかにした。AMPASのCEOであるビル・クレイマーとAMPAS会長のジャネット・ヤンは、プレスリリースの中で人選について「映画への愛情、クリエイティブなビジョン、そして生放送における比類なき専門知識を持つ彼らは、映画業界最大の夜に、世界中の視聴者のために特別なショーを創り出す完璧なチームです」と語り、 「アカデミー賞の素晴らしい制作チームを再び率い、アカデミーやディズニー/ABCと協力して、世界中の映画ファンのために忘れられないテレビの夜を作り上げるお手伝いができることに興奮しています。私たちは、映画製作という芸術への愛を分かち合い、今年のアカデミー賞にノミネートされた素晴らしいアーティストたちを祝福するために、新しい世代を刺激し、繋ぎ続けることを望んでいます。」と述べた。
11月、コメディアンであるコナン・オブライエンが司会を務めることが発表された。発表前には前回の司会を務めたジミー・キンメルや第14回ガヴァナーズ賞の授賞式の司会を務めたジョン・ムレイニーの起用が検討されたが両者から断られたことにより、AMPASは複数の司会者による分担形式も浮上した。その中でも『デッドプール&ウルヴァリン』で共演したライアン・レイノルズとヒュー・ジャックマンのコンビを起用することも話題に上がったが、レイノルズはDeadline Hollywoodの取材に対し、その可能性は極めて低いと語りつつ、「ジャックマンと「いつか」一緒に司会をしたい」と語った。
『ブルータリスト』で主演男優賞を受賞したエイドリアン・ブロディは5分40秒にわたって受賞スピーチを行い、アカデミー賞史上最長の受賞スピーチを行った。これは『ミニヴァー夫人』にて主演女優賞を受賞したグリア・ガースンの受賞スピーチよりも10秒長かった。

### プレゼンターとパフォーマー
授賞式では冒頭、南カリフォルニアでの山火事で多大な被害を受けたロサンゼルスへの愛をロサンゼルスを舞台にした映画を集めた映像からスタートし、『ウィキッド ふたりの魔女』に出演しているアリアナ・グランデとシンシア・エリヴォによる『オズの魔法使』をテーマにしたパフォーマンスが行われた。また、式の中盤では長年プロデューサーを務めてきたバーバラ・ブロッコリとマイケル・G・ウィルソンが「演劇業界への貢献」を称えられてアービング・G・タルバーグ賞を受賞したこと記念して、アカデミー賞では3年ぶりとなる007シリーズへのトリビュート企画が行われ、プレゼンターとして『007/ダイ・アナザー・デイ』でボンドガールを務めたハル・ベリー、ダンサーとして女優のマーガレット・クアリー、歌手としてリサ、ドージャ・キャット、レイが出演した。
イン・メモリアムの後には輝かしい音楽キャリアを受けて名誉賞を受賞し、前年に死去したクインシー・ジョーンズへのトリビュート企画が行われ、プレゼンターとしてウーピー・ゴールドバーグとオプラ・ウィンフリー、歌手としてクイーン・ラティファが出演した。
以下の人々がプレゼンターを行い、パフォーマンスを披露した。
| 名前                                                                                             | 役割                                                                   |
| ------------------------------------------------------------------------------------------------ | ---------------------------------------------------------------------- |
| ニック・オファーマン                                                                             | アナウンス担当                                                         |
| ロバート・ダウニー・Jr.                                                                          | 助演男優賞のプレゼンター                                               |
| アンドリュー・ガーフィールド ゴールディ・ホーン                                                  | 長編アニメ映画賞と短編アニメ映画賞のプレゼンター                       |
| リリー＝ローズ・デップ エル・ファニング ジョン・リスゴー コニー・ニールセン ボーウェン・ヤン     | 衣装デザイン賞のプレゼンター                                           |
| エイミー・ポーラー                                                                               | 脚本賞と脚色賞のプレゼンター                                           |
| スカーレット・ヨハンソン ジューン・スキッブ                                                      | メイクアップ&ヘアスタイリング賞のプレゼンター                          |
| ハル・ベリー                                                                                     | 007シリーズへのトリビュート企画のプレゼンター                          |
| ダリル・ハンナ                                                                                   | 編集賞のプレゼンター                                                   |
| ダヴァイン・ジョイ・ランドルフ                                                                   | 助演女優賞のプレゼンター                                               |
| ベン・スティラー                                                                                 | 美術賞のプレゼンター                                                   |
| ミック・ジャガー                                                                                 | 歌曲賞のプレゼンター                                                   |
| セレーナ・ゴメス サミュエル・L・ジャクソン                                                       | 短編ドキュメンタリー映画賞と長編ドキュメンタリー映画賞のプレゼンター   |
| マイリー・サイラス マイルズ・テラー                                                              | 音響賞のプレゼンター                                                   |
| ガル・ガドット レイチェル・ゼグラー                                                              | 視覚効果賞のプレゼンター                                               |
| アナ・デ・アルマス スターリング・K・ブラウン                                                     | 短編映画賞のプレゼンター                                               |
| モーガン・フリーマン                                                                             | ジーン・ハックマンへのトリビュートと「イン・メモリアム」のプレゼンター |
| ジョー・アルウィン デイヴ・バウティスタ ウィレム・デフォー アルバ・ロルヴァケル ゾーイ・サルダナ | 撮影賞のプレゼンター                                                   |
| ペネロペ・クルス                                                                                 | 国際長編映画賞のプレゼンター                                           |
| マーク・ハミル                                                                                   | 作曲賞のプレゼンター                                                   |
| ウーピー・ゴールドバーグ オプラ・ウィンフリー                                                    | クインシー・ジョーンズへのトリビュート企画のプレゼンター               |
| キリアン・マーフィー                                                                             | 主演男優賞のプレゼンター                                               |
| クエンティン・タランティーノ                                                                     | 監督賞のプレゼンター                                                   |
| エマ・ストーン                                                                                   | 主演女優賞のプレゼンター                                               |
| ビリー・クリスタル メグ・ライアン                                                                | 作品賞のプレゼンター                                                   |

| 名前                                                          | 役割            | 内容 |
| ------------------------------------------------------------- | --------------- | --- |
| マイケル・ビアデン                                            | 指揮者 音楽監督 | オーケストラ |
| アリアナ・グランデ シンシア・エリヴォ                         | パフォーマー    | 『ウィキッド』メドレー - 「Over the Rainbow」 - 『オズの魔法使』 (アリアナ・グランデ) - 「Home」 - 『ウィズ』 (シンシア・エリヴォ) - 「Defying Gravity」 - 『ウィキッド ふたりの魔女』 (アリアナ・グランデ&シンシア・エリヴォ)                                                        |
| コナン・オブライエン                                          | パフォーマー    | 「I Won't Waste Time」 - オープニングでのオリジナルミュージカル |
| マーガレット・クアリー(ダンサー) リサ ドージャ・キャット レイ | パフォーマー    | 007シリーズへのトリビュート企画 - 「James Bond Theme」 - 『007シリーズ』 (マーガレット・クアリー) - 「Live and Let Die」 - 『007/死ぬのは奴らだ』 (リサ) - 「Diamonds Are Forever」 - 『007/ダイヤモンドは永遠に』 (ドージャ・キャット) - 「Skyfall」 - 『007 スカイフォール』 (レイ) |
| ロサンゼルス・マスター・コラール                              | パフォーマー    | イン・メモリアムにて「"Lacrimosa" from Mozart's Requiem」の演奏 |
| クイーン・ラティファ                                          | パフォーマー    | クインシー・ジョーンズへのトリビュート企画 - 「Ease on Down the Road」 - 『ウィズ』 |

### イン・メモリアム
追悼企画「イン・メモリアム」では以下の人々が紹介されるとともに、プレゼンターであるモーガン・フリーマンは授賞式4日前に死去が公表された俳優のジーン・ハックマンへの哀悼を述べた。
- マギー・スミス - 女優
- ジーナ・ローランズ - 女優
- ダブニー・コールマン - 俳優
- ロールデス・ポルティージョ（英語版） - 映画監督
- ディック・ポープ - 撮影監督
- フィリス・ダルトン（英語版） - 衣装デザイナー
- デヴィッド・サイドラー - 脚本家
- ロジャー・コーマン - プロデューサー・映画監督
- ジェフ・ベイナ（英語版） - 脚本家・映画監督
- ダイアン・クリッテンデン（英語版） - キャスティングディレクター
- ボブ・ニューハート - コメディアン・俳優
- クリス・クリストファーソン - シンガーソングライター
- マーシャル・ブリックマン（英語版） - 脚本家・映画監督
- ロバート・レームル（英語版） - 映画館主
- M・エメット・ウォルシュ - 俳優
- K・C・フォックス（英語版） - セットデコレーター
- アンシア・シルバート（英語版） - プロデューサー
- ジョシュ・ウェルシュ - Film Independent会長
- ジョン・F・ブルネット（英語版） - 映画編集者
- フレッド・ルース（英語版） - プロデューサー
- ジーニー・エッパー（英語版） - スタントウーマン・女優
- クリス・ニューマン - 音響技術者
- ナンシー・セント・ジョン - 視覚効果プロデューサー
- ポーラ・ワインスタイン - プロデューサー
- テリー・ガー - 女優
- チェン・ペイペイ - 女優
- ジョン・エイモス - 俳優
- ロバート・タウン - 脚本家・映画監督
- ビル・コッブス - 俳優
- リサ・ウェストコット（英語版） - メイクアップアーティスト
- バリー・マイケル・クーパー - 作家
- レオナルド・エンゲルマン（英語版） - メイクアップアーティスト
- バッド・Ｓ・スミス（英語版） - 映画編集者
- リンダ・オブスト - プロデューサー・作家
- アダム・ソムナー（英語版） - 映画助監督・プロデューサー
- ロジャー・プラット - 撮影監督
- チャールズ・シャイア - 映画監督
- ジョーン・プロウライト - 女優
- アヌーク・エーメ - 女優
- ドナルド・サザーランド - 俳優
- レオ・チャルーキアン（英語版） - 音響エンジニア
- アルバート・S・ラディ - プロデューサー
- アート・エヴァンス - 俳優
- コリン・チルヴァース（英語版） - 特殊効果コーディネーター
- ローレンス・ターマン（英語版） - プロデューサー
- リチャード・シャーマン - 作曲家
- ヤン・A・P・カチュマレク - 作曲家
- ルイス・ゴセット・ジュニア - 俳優
- ティム・マガバーン（英語版） - 視覚効果アーティスト
- レイ・チャン（英語版） - 美術監督
- リアム・ペイン - 歌手
- ウィル・ジェニングス（英語版） - 作詞家
- ジョン・ランドー - プロデューサー
- フミ・キタハラ（英語版） - アニメ業界広報担当者
- シェリー・デュヴァル - 女優
- デイヴィッド・リンチ - 映画監督・脚本家・プロデューサー・ミュージシャン・アーティスト・俳優
- ジェームズ・アール・ジョーンズ - 俳優
- ジーン・ハックマン - 俳優

企画内では何人かの重要な人物が省かれているとして、ジム・エイブラハムズ、アラン・ドロン、カルロス・ヂエギス、シャナン・ドハーティー、ミッツィ・ゲイナー、バーナード・ヒル、オリヴィア・ハッセー、リンダ・ラヴィン、セルジオ・メンデス、マーティン・マル、ケン・ペイジ、シルビア・ピナル、トニー・トッド、ミシェル・トラクテンバーグの名が挙げられ、批判を浴びた。

### ロサンゼルスの山火事による影響
約10000人のアカデミー会員を対象としたノミネート投票は2025年1月8日に開始され、当初は1月12日に締め切られる予定だったが、南カリフォルニアでの山火事が発生したことにより、投票の締め切りは1月17日に延長された。当初1月17日に予定されていたノミネート発表は19日に延期し、被害の拡大から23日に再延期された。
山火事の発生後、授賞式もAMPASはロサンゼルスのコミュニティと映画産業におけるその役割を称えることへと変更し、このシフトの一環として、歌曲賞にノミネートされた5つの作品は生演奏されないことが発表され、その代わりに楽曲の背後にいるクリエイティブ・チームによる個人的な考えや舞台裏を通じて、作詞家・作曲家にスポットが当てられることになった。これに対し、ノミネートされた作詞家全員が会員である作曲家・作詞家協会は、AMPASに決定を撤回するよう求めた。書簡はAMPASのCEO、会長、理事会、そしてテレビ放送のプロデューサーに送られたが、AMPASはコメントを拒否した。ソングライターの殿堂にノミネートされた作詞家が出席するバーチャル・パネル・ディスカッションにて『6888郵便大隊』の「The Journey」でノミネートされたダイアン・ウォーレンはこの決定を「極めて無礼」「私たちは皆、その映画にとって本当に不可欠な曲を書いてきました。それを聴くことができないというのは、ノミネートされた人たちにとっても、そこにいる観客にとっても不公平だと思うのです」と批判した。
山火事が授賞式の準備や司会者としての立場にどのような影響を与えるかについて、司会者のオブライエンはThe Hollywood Reporterの取材に対し、「これまでで一番簡単な仕事ではないけれど、僕はそれを受け入れている。私のためでないのは明らかです。これは私たち全員が一歩下がって『謙虚になろう』と言うべき瞬間です。謙虚になって、『これは大きな瞬間だ。これはロサンゼルスで起こった恐ろしい出来事なんだ』ってね…。戦略としては脚本家と私、そしてアカデミー賞で一緒に仕事をしているチーム、彼らは素晴らしいし、プロデューサー、みんな、私たちはすべてのセンスを出し切るだけです」と語った。

## テレビ中継

### アメリカ
アメリカン・ブロードキャスティング・カンパニー（ABC）のテレビ放送及びウォルト・ディズニー・カンパニー傘下の定額制動画配信サービスであるHuluのライブ配信にて中継された。Huluにて授賞式がライブ配信されるのは今回が初めてとなった。

### 日本
2000年の第72回以降はWOWOWによる生中継を行っていたが、今回は25年ぶりにNHK（日本放送協会）が中継を担当することになり、授賞式当日にNHK BSにて生中継を行った。また、翌日にはWOWOWオンデマンドにてレッドカーペットの様子を伝える特別番組とともに授賞式の模様を字幕版で配信、総集編が同月10日未明（9日深夜）にNHK総合で放送した。

#### テレビ
- NHK BS（BS、生中継）[83]
  - 3月3日（月）8:00 - 12:59[注釈 7]
  - スタジオゲスト: 佐々木蔵之介、トラウデン直美、奈良橋陽子
  - 司会: 廣瀬智美
  - ロサンゼルス レッドカーペット中継出演: 猿渡由紀
  - ロサンゼルス レッドカーペット中継リポーター: 菅久瑛麻
- NHK総合（地上波、録画）[85]
  - 3月10日（月）0:10 - 1:40（授賞式の総集編）
  - NHKプラスでの同時・見逃し配信にも対応[86]。
  - 日本での総集編の放送は第91回以来6年ぶり[87]。

#### ネット配信
- WOWOWオンデマンド
  - 3月4日（火）9:00 - [88]
  - 配信では4日から6日までは授賞式の模様を14のパートに分けて配信を行い[注釈 8]、6日12:00より全編バージョンが配信された。
  - また、配信では「授賞式直前レッドカーペット特別番組」が別途配信された。

### 視聴者数
視聴率測定会社のニールセンによるABCのテレビ放送及びHuluのライブ配信データの合計で前回より7%減の1807万人となった。これは授賞式の時間が3時間47分と長時間に及んだことや授賞式開催中にHuluで技術的なトラブルが発生し、作品賞発表の瞬間を見逃す視聴者が続出したことが影響している。